# Sandja
Sandja est un village de la région du Centre du Cameroun. Il est localisé dans l'arrondissement (commune) de Minta, département de la Haute-Sanaga. On y accède par la piste rurale qui lie Nanga-Eboko à Bissaga.

## Population et société
En 1963, la population de Sandja était de 151 habitants. Sandja comptait 83 habitants lors du dernier recensement de 2005. La population est constituée pour l’essentiel de Baboute.